# Kimberly Shaw
 (juin 2011).
Si vous disposez d'ouvrages ou d'articles de référence ou si vous connaissez des sites web de qualité traitant du thème abordé ici, merci de compléter l'article en donnant les références utiles à sa vérifiabilité et en les liant à la section « Notes et références ».
Le Dr Kimberly Shaw Mancini est un personnage de fiction de la série télévisée américaine Melrose Place. Interprété par Marcia Cross, il s'agit du personnage le plus perturbé de la série.

## Histoire du personnage

### Saison 1 à 3
Kimberly est introduite dans l'épisode 11 du Prime-Time serial, elle est présentée comme une femme moderne, ambitieuse et sensible. Médecin de profession à l'hôpital Wilshire Memorial, elle devient très vite une très bonne amie de Michael Mancini. Kimberly soutient Michael lorsque sa femme Jane fait une fausse couche, elle est la première à voir que Michael tente d'oublier le drame en travaillant sans relâche, ce que Michael prend mal. Lorsque Michael fait une erreur médicale et se fait humilier par son supérieur hiérarchique, Kimberly lui accorde son soutien amical mais Michael la rejette. Kimberly se pose beaucoup de questions existentielles car elle a le sentiment de ne pas avoir de vie privée et que sa vie tourne uniquement autour de l'hôpital. Elle finit par accepter les excuses de Michael et commence à développer une certaine attirance pour lui.

« Kimberly :  Jane a de la chance de t'avoir.
Michael : En ce moment je ne pense pas qu'elle le pense.
Kimberly : Ah eh bien je crois qu'elle a tort. »

— Kimberly qui commence à ressentir une attirance pour Michael Mancini ne le voyant plus comme un simple collègue, Le Serment  (saison 1, épisode 11)
Le jour de Noël, elle doit travailler avec Michael, et ils se rapprochent lorsque Michael doit faire face à la perte d'un patient et qu'ils doivent aider à mettre au monde leur premier nouveau-né. Kimberly est présentée de façon officielle aux Melrosiens lors du réveillon.
Kimberly Shaw noue rapidement avec lui une idylle mais elle est gravement blessée dans un accident de voiture (Mancini était ivre et a provoqué cet accident) et laissée pour morte. Elle revient quelque temps plus tard, sa psychologie ayant totalement changé. Elle porte désormais une perruque qui masque une terrible cicatrice due à l'opération qu'elle a subi à la tête. Matt Fielding (Doug Savant) s'en rend compte et lui arrache sa perruque au Wilshire Memorial devant tout le personnel. Kimberly jure vengeance, et Matt est agressé quelques jours plus tard.
Se rendant compte que Michael la trompe avec Sydney Andrews (Laura Leighton), Kimberly tente de le tuer en l'écrasant avec une voiture, puis fait accuser Jane (Josie Bissett), l'ex-femme de Michael et la sœur de Sydney, du crime (elle portait une perruque blonde similaire à la coiffure de Jane). Elle fait ensuite croire, après avoir caché la perruque dans l'appartement de Sydney, que c'est cette dernière qui a voulu faire croire à la culpabilité de sa propre sœur (les deux se détestant après que Jane ait appris la liaison entre sa sœur et son ex-mari).
Quelque temps plus tard, elle manque de tuer Amanda et Michael en les électrocutant après les avoir surpris enlacés dans un jacuzzi. Elle se met à harceler et à menacer Amanda tout en se faisant passer pour son amie et confidente (elle fait croire à Amanda que les menaces proviennent de Michael).
Kimberly découvre qu'elle ne peut pas avoir d'enfant. Elle tente de voler le bébé de Jo (Daphne Zuniga) mais échoue. Devant le mépris de Michael, elle fait une tentative de suicide mais elle est finalement sauvée. Elle s'exile quelques jours dans le désert afin de participer à un stage « militaire » réservé aux femmes désireuses de ne plus « être des victimes ». Elle a des hallucinations : elle voit les trois femmes dont elles veut se venger, Amanda, Jane et Sydney, l'insulter. Elle est contrainte de quitter le camp après avoir cassé le bras du commandant du stage dans un accès de colère.
De retour à Melrose, elle est bien décidée à se venger. Elle découpe les yeux de Michael sur toutes les photos qu'elle a de lui. Elle voit dans tous les miroirs non pas son reflet mais l'image d'un homme barbu qui lui enjoint de se venger. Dans le même temps, elle tombe amoureuse de Peter Burns (Jack Wagner) mais lorsqu'elle apprend que ce dernier aime en réalité Amanda, elle devient folle de rage et fait exploser la résidence de Melrose Place avec comme espoir de tuer Michael, Sydney, Matt et Amanda. Ses « cibles » sont seulement blessées.

### Saison 4 à 5
Kimberly est internée dans un centre spécialisé. Elle ne se souvient de rien. Michael et Sydney viennent la narguer au tribunal. Kimberly explose de rage et les agresse sous les yeux du juge. Elle est alors jugée irresponsable et internée sous la houlette de Burns. Ce dernier découvre que l'homme qui hante Kimberly est en fait le souvenir du jardinier qu'elle a connu dans son enfance et qu'elle a poignardé alors que ce dernier violait sa mère (Kimberly avait huit ans, à l'époque). La folie de Kimberly semble définitivement disparaître malgré tous les efforts de Michael et Sydney qui vont jusqu'à engager un acteur qui ressemble à l'homme de ses visions pour la persécuter.
Par la suite, après de nombreuses péripéties (Kimberly est engagée comme écoute sur une radio nationale qui répond au téléphone à des gens ayant divers problème, puis l'un des auditeurs l'enlève), elle et Michael se remettent ensemble (Michael sauve Kimberly des griffes de l'auditeur en question après que ce dernier l'eut enlevée pour la deuxième fois. Après une sortie de route, la voiture dans laquelle il se trouvait avec elle explose juste après que Michael a sorti Kimberly de l'habitacle).
Kimberly devient alors psychiatre à l'hôpital Wilshire. Elle se met soudainement à manifester des signes de schizophrénie, se prenant tour à tour pour Kimberly (la vraie), Betsy (une puritaine obsédée des bonnes manières) et Rita (une motarde rebelle). Finalement, Kimberly, sous l'emprise de « Betsy », enlève Burns alors même que ce dernier est recherché par la police pour meurtre (Kimberly est son alibi). Elle enferme Burns dans un hôpital psychiatrique et le fait passer pour un malade mental. Alors qu'elle est sur le point de le lobotomiser, Michael et Amanda arrivent à l'hôpital et « réveillent » Kimberly. L'un des gardes, ne comprenant plus rien (Kimberly s'étant fait passer pour la directrice de l'hôpital psychiatrique, ayant répété que Burns, Amanda et Mancini étaient dangereux, et soudain disant le contraire) se bat avec Michael. Kimberly veut le défendre et fait une chute de plusieurs mètres dans le vide.
Elle finit par s'en sortir mais découvre qu'elle a une tumeur au cerveau et qu'elle n'a plus que trois mois à vivre. Elle s'arrange alors pour que Michael tombe amoureux d'une autre femme, Megan (Kelly Rutherford), une prostituée qu'elle a engagée. Quand elle apprend que sa tumeur régresse, elle veut récupérer Michael mais trop tard. Par la suite, la tumeur prend à nouveau de l'ampleur. Kimberly meurt dans les bras de Megan, accompagnée de sa mère.

## Informations complémentaires
- Les audiences de la série étant décevantes lors de la première saison, Aaron Spelling demande à Darren Star et aux scénaristes de pimenter les intrigues. Ainsi, alors que le personnage Michael Mancini était un mari fidèle et gentil, il va vivre une passion adultère avec Kimberly Shaw et briser son mariage.
- L'une des personnalités de Kimberly Shaw (Betsy) ressemble à Bree Van De Kamp, le personnage qu'interprètera Marcia Cross quelques années plus tard dans la série Desperate Housewives.
- L'évènement relié à l'apparition de Henri (qui pousse Kimberly à faire exploser le complexe) est clairement inspiré par « Marnie » de Alfred Hitchcock, puisque tout comme Kimberly, Marnie, alors petite fille, assassine un homme qui tente de violer sa mère. À la suite de cela, et comme Kimberly toujours, Marnie entretient avec sa mère des relations plutôt froides, sa mère voulant la protéger.